# Petermann von Raron
Petermann von Raron (* um 1405; † am 31. Juli 1479 im Toggenburg) war ein Schweizer Freiherr, Herr zu Toggenburg und der letzte Vertreter der Freiherren von Raron. Von der Genealogie her wird er auch als Petermann (II.) von Raron bezeichnet, um ihn von dessen Onkel Petermann (I.) (* vor 1351; † 1387) zu unterscheiden.
Bekanntheit und besondere Bedeutung erlangte er für seine über 30-jährige Herrschaft über die Grafschaft Toggenburg sowie durch seine Verstrickung und letztendlichen Teilnahme auf der Seite der Eidgenossen am Alten Zürichkrieg (1436–1450). Durch Bündnisse verpflichtet, nahm er an deren Feldzug gegen Zürich im November 1440 von Osten her teil und kämpfte 1443 bis 1446 als einziger adliger Bündnispartner in exponierter Lage auf eidgenössischer Seite. Später nahm er auch an der Belagerung von Winterthur (1460) sowie am Waldshuterkrieg (1468) teil.

## Leben
Freiherr Petermann von Raron war der jüngere Sohn von Witschard von Raron aus dessen erster Ehe mit Margareta von Rhäzüns, aus der insgesamt fünf Kinder hervorgingen (davon drei Töchter). Petermanns Mutter Margareta, die mütterlicherseits von den Grafen von Werdenberg-Heiligenberg abstammte, war ihrerseits in erster Ehe mit Johann II. von Matsch († 1397) verheiratet, so dass das einzige Kind aus dieser Ehe Ulrich VIII. von Matsch (* 1396; † August 1461), Graf von Kirchberg, Petermanns Halbbruder war. Ausserdem hatte er einen weiteren Halbbruder mit dem Namen Petermann [III.], der aus der zweiten Ehe seines Vaters stammte.
Petermann und sein älterer Bruder Hildebrand verfügten als Erben in männlicher Linie über die Stammgüter des Leuker Zweigs der Familie im Wallis, die sein Grossvater Peter zur Blüte gebracht hatte, nebst der Stammlande Raron unter anderem die Herrschaft Anniviers. Durch die Aktivitäten seines Vaters Witschard (* um 1360; † um 1425) und seines Onkels Wilhelm II. (* 1381; † vor 1428) während des Raronkriegs geriet Petermanns und Hildebrands Erbe jedoch in starke wirtschaftliche Bedrängnis, die die Brüder zeitlebens zu Teilverkäufen oder Verpfändungen ihrer Besitzungen zwangen, was Petermanns Leben nachhaltig prägen sollte. Petermann blieb zeitlebens unverheiratet und kinderlos, wodurch er nach dem Tod seines Bruders Hildebrand 1467 als Letzter seines Geschlechts übrig blieb.

## Alter Zürichkrieg

### 1436–1439: Toggenburger Erbschaftsfrage
Als 1436 die Streitigkeiten zwischen den eidgenössischen Orten Zürich und Schwyz um die Hinterlassenschaft nach dem Tod letzten toggenburgischen Grafen Friedrich VII. am 30. April ausbrachen, liess Ital Reding der Ältere, Landammann von Schwyz, die ihnen vom Grafen früher vertraglich zugesicherte Obere March mit dem Linthübergang bei Grynau umgehend besetzen.
Die Witwe des Grafen, Gräfin Elisabeth von Matsch, die von ihrem Mann 1433 als Alleinerbin eingesetzt wurde, verzichtete am 19. September 1436 auf die vormals österreichischen Herrschaften Feldkirch, Rheineck, Altstätten und das Rheintal, Sargans, Freudenberg, Nidberg, Walenstadt, Weesen und Windegg/Gaster. Am 31. Oktober nahm Elisabeth, welche von Zürich und Österreich als Alleinerbin anerkannt war, Burgrecht in Zürich und übergab die Grafschaft Uznach an die Stadt. Die Leute der Grafschaft verweigerten jedoch Zürich den Huldigungseid und gingen darauf ihrerseits ein Landrecht mit Schwyz und Glarus ein. Die Stadt Zürich begann daraufhin, ihrerseits Truppen an den Grenzen zu Schwyz und der Grafschaft Uznach zusammenzuziehen.
Aufgrund der unsicheren Lage versammelten sich die Landleute der toggenburgischen Stammlande im Dezember 1436 ebenfalls zur eigenen Landsgemeinde und traten ebenfalls ins Landrecht von Schwyz und Glarus ein.
Umgekehrt verweigerten die Leute von Walenstadt die Rückkehr zu Österreich und gingen ein Burgrecht mit Zürich ein.
Die Leute der Grafschaft Sargans – ausgenommen die Stadt Sargans – die über Österreich an Graf Heinrich II. von Werdenberg-Sargans kam, versagten diesem ebenfalls die Huldigung und traten am 21. Dezember ebenso ins Zürcher Burgrecht, worauf der Graf zur Rückgewinnung des Gebietes ins Schwyzer und Glarner Landrecht trat. Am 24. Dezember besetzten letztere die Grafschaft Uznach militärisch. Durch Verhandlungen mit Österreich am Jahresende 1436 gelang es Schwyz und Glarus, Herzog Friedrich IV. dazu zu bewegen, auch noch mit den Leuten des Gaster, unter Vorbehalt der österreichischen Rechte, ein Landrecht abzuschliessen, was am 17. Januar 1437 verbrieft wurde. Ein Jahr später, am 2. März 1438, verpfändete Friedrich den beiden Länderorten diese Herrschaft.
Am 9. März 1437 entschied ein eidgenössisches Schiedsgericht in Luzern, dass Glarus und Schwyz ihre Bündnisse mit Uznach und dem Toggenburg zwar nicht aufzulösen hätten, doch Uznach an Elisabeth zurückzugeben hätten, bis die Erbangelegenheit geklärt sei. Elisabeth, die mit Petermanns Mutter Margaretha von Rhäzüns verschwägert war, überschrieb ihr Erbe im April 1437 ihrem Bruder Ulrich VI. († 1444) und ihrem Vetter Ulrich von Matsch mit der Auflage, es gerecht aufzuteilen. Dadurch fielen die sich im Schwyzer und Glarner Landrecht befindlichen Grafschaften Toggenburg und Uznach über Margaretha an Petermann und Hildebrand. Die beiden Brüder bestätigten 1439 die Landrechte mit den beiden eidgenössischen Orten.
Da Petermann ins Toggenburg zog und Hildebrand im Wallis verblieb und die Brüder über die jeweiligen Gebiete herrschte, erfolgte eine Quasi-Hausteilung des Hauses Raron, auch wenn die Brüder wichtige Dokumente zumeist zusammen unterschrieben und die Hausgüter als Familienbesitz erhalten blieben.
Am 29. April 1437 erklärte Zürich Herzog Friedrich IV. den Krieg und eroberte in der Folge mit Hilfe des Churer Bischofs und den Sarganser Landleuten Sargans und die Herrschaften Nidberg und Freudenberg.
Die Herrschaft Uznach verpfändete Petermann etappenweise in vier Pfandbriefen, zuerst am 25. Mai 1437 für 1000 Rheinische Gulden und im gleichen Jahr für weitere 200, dann am 5. August 1438 für 1153 Gulden und 1440 noch 410 Gulden an Schwyz und Glarus, welche die insgesamt 2763 Gulden aus Bern erhielten.
Die Raron übernahmen am 14. November 1437 bei der Toggenburger Erbteilung offiziell die Grafschaft Toggenburg und die Herrschaft Uznach. Petermann residierte fortan in Lichtensteig oder Lütisburg.
Am 15. März 1440 traten die beiden Herren von Raron schliesslich selbst ins Landrecht der beiden Kantone ein und nahmen so politisch Partei gegen Zürich.

### 1440: Feldzug gegen die Grafschaft Kyburg

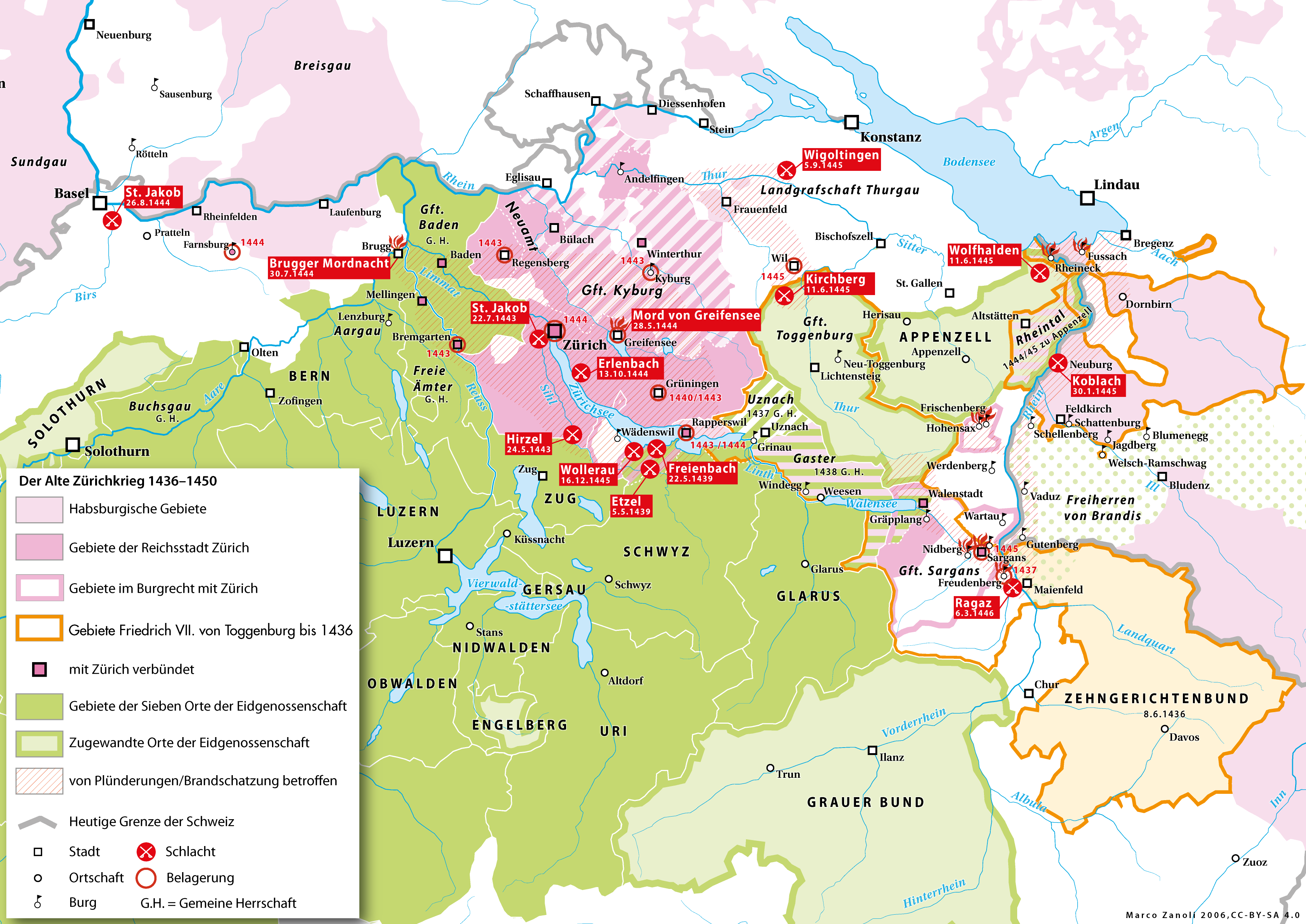
Übersichtskarte Alter Zürichkrieg

Als im Oktober 1440 der Krieg, ausgelöst durch die Eroberung des Sarganserlandes zwischen dem 24. und 28. Oktober und der daraus resultierenden Vertreibung der dortigen Zürcher Besatzung, reihte sich Petermann von Raron gemäss seinem im März erfolgten Bündnis mit den beiden Länderorten nun aktiv in die Gegnerschaft Zürichs ein. Schwyz und Glarus, die Petermann dessen künftige Eroberungen als Besitz versprachen, erklärten Zürich formell am 2. November den Krieg. Ebenfalls am 2. November erhielt Zürich Kriegserklärungen von Gersau und Weggis und – als Unterstützung durch Bern, das es selbst vorerst noch vermied, Zürich abzusagen – Saanen und Frutigen. Petermann und mit ihm die fürstäbtische Stadt Wil sagte am 3. November der Stadt Zürich ab. Die Zürcher fuhren gleichentags mit ihrer Hauptmacht, einem grossen Aufgebot auf 40 Schiffen über den Zürichsee nach Pfäffikon SZ.
Die Schwyzer und Glarner eröffneten die Feindseligkeiten am 4. November von Süden her mit etwa 2000 Mann durch Verwüstungen im Gebiet der Höfe. Petermann brach am gleichen Tag mit einem Heer aus 1600 Mann aus Wil und dem Toggenburg von Osten her auf. In seiner Begleitung befand sich der bekannte Ritter Beringer VIII. von Landenberg-Greifensee (sog. Bös-Beringer), der von Zürich abgefallen war. Im Südosten sammelten sich bei St. Gallenkappel die Uznacher Truppen zuzüglich 400 Mann des Grafen Heinrich von Werdenberg-Sargans, um gegen Wald vorzurücken.
Durch die für Zürich unerwarteten Kriegserklärungen der Stände Uri und Unterwalden am 4. November (sowie die zu erwartende Parteinahme Berns) sah sich die Zürcher Führung veranlasst, ihre eigentlich überlegene Hauptmacht zur Überraschung ihrer Gegner vorzeitig über den See nach Uerikon (Gemeinde Stäfa) und bald darauf nach Zürich zurückzuziehen. Die Absagen der Stände Luzern und Zug am 5. November zwangen Zürich weiter in die Defensive, so dass die Zürcher Landschaft sich der nun von verschiedenen Seiten folgenden Invasion nur schwer erwehren konnte und Zürich bereits vor dem 9. November Bern ersuchte, die Schlichtung des Streits zu übernehmen.
Petermanns Heer, das er persönlich befehligte, wandte sich zuerst gegen das im südlichen Thurgau gelegene Lommis, das dem im Zürcher Diensten stehenden Ulrich von Lommis gehörte (Hauptmann der Zürcher Truppen im Gefecht am Etzel) und liess den dortigen Turm niederbrennen. 1443 zog Petermann von Raron Lommis schliesslich ganz an sich.
Ulrich von Lommis reagierte darauf mit der Verlegung von 800 Mann in das Städtchen Elgg, die er bald auf Rudolf Stüssis Befehl aus Sorge um die Bedrohung der Stadt Zürich wieder abziehen musste, so dass Petermann mit seinem Heer bald vor Elgg erschien und die Übergabe der Stadt und der dortigen Burg sowie die Huldigung der Bürger erzwang.
Ab da wandte er sich gegen die gesamte Grafschaft Kyburg und überzog diese mit Brand und Plünderung, wobei bereits die Androhung von Gewalt auf fruchtbaren Boden fiel. Andelfingen, Ossingen, Pfäffikon ZH, Kloten, Bülach und andere Orte ergaben sich Petermann und huldigten ihm. Der Feldzug brachte eine grosse Anzahl Kriegsgefangene für spätere Lösegeldsforderungen und bewog zahlreiche Adlige zum Abfall von Zürich, etwa die Ritter Albrecht von Landenberg (Wetzikon), Kaspar von Bonstetten (Uster) sowie Hertdegen und Friedrich von Hinwil (Greifenberg).
Während der Belagerung des zürcherischen Machtzentrums Kyburg wurde Petermann von den Schwyzern und Glarnern bei deren Belagerung von Grüningen um Zuzug gemahnt. Dabei beging er den Fehler, den Grossteil seiner Mannschaft mitzuführen und lediglich 200 Mann zurückzulassen. Als die Zürcher nun mit Macht plündernd ins Kyburger Amt zum Entsatz anrückten, gelang es 500 Mann mit einigen Berittenen unter Führung von Heinrich Schwend, nach Mitternacht Petermanns Verschanzungen vor Kyburg zu überfallen und 40 Toggenburger gefangen zu nehmen. Die übrigen nutzten die nächtliche Dunkelheit zur Flucht.
Trotz Zürichs Ersuchen erklärte nun Bern gemeinsam mit seinen verburgrechteten Adligen, unter ihnen Heinrich von Werdenberg-Sargans, schliesslich am 11. November Zürich den Krieg, doch bereits am 12. November wurden die Kampfhandlungen offiziell eingestellt und es folgten von verschiedenen Reichsstädten vermittelte Friedensverhandlungen, die am 18. November endeten; doch noch am Tag des Abschlusses beklagten die Zürcher, «der von Raron», die Wiler und Bös-Beringer läge nach wie vor auf ihrem Gebiet und schädige ihre Leute. Der für Zürich ungünstige Kilchberger Friede wurde am 1. Dezember 1440 in Luzern verbrieft.

### 1441–1442: Ruhephase
Bezüglich der von Petermann eroberten Gebiete, deren Herausgabe dieser aufgrund der eigenen Kriegskosten und der Zusicherungen seiner Bundesgenossen zunächst verweigerte, gelangten die Schwyzer an den neuen König aus dem Hause Habsburg Friedrich III., um eine Abtretung an Petermann und dessen Verbündete zu erwirken. Die übrigen Eidgenossen standen diesen Absichten entgegen, um den Einfluss von Schwyz nicht zu gross werden zu lassen, und erwirkten an einer Tagsatzung in Luzern im Februar 1441 unter Drohungen eine Rückgabe an Zürich. Insbesondere Bern wollte die Limmatstadt nicht in dem Masse schädigen, dass die ganze Zürcher Landschaft territorial zersplittert würde. Jedoch schaltete sich der König ein, man solle die Grafschaft zu des Reichs Handen halten, bis er selbst ins Land komme, um sich der Sache anzunehmen – in der Absicht, die von Zürich ursprünglich 1424 von Habsburg-Österreich erworbene Grafschaft Kyburg wieder dem Hause Österreich anzugliedern. Zürich versuchte nach längeren Verhandlungen vom König als Entschädigung für Kyburg die Abtretung der Grafschaften Toggenburg und Uznach zu erwirken, was zumindest im Fall von Toggenburg ohnehin kaum möglich gewesen wäre, da diese Grafschaft den Status als Reichslehen besass und unbestreitbar den Freiherren von Raron unterstand. Und Uznach war ja von letzteren zwischen 1437 und 1440 an Schwyz und Glarus verpfändet worden und hätte nur im Falle eines für Zürich erfolgreichen Kriegsverlaufes an dieses übergeben werden können.
Die Grafschaft Kyburg gelangte offiziell am 22. Dezember 1442 – nach Abtrennung des bei Zürich verbliebenen Neuamtes – im Grunde als Preis für die Parteinahme des Königs für Zürich – auf diese Weise nach dem Besuch Friedrichs wieder an Habsburg-Österreich, das sie nach dem Krieg, bereits zehn Jahre danach, aus finanziellen Gründen endgültig an Zürich verkaufen musste. Petermann ging bei seinem Feldzug 1440 also weitgehend leer aus, mit Ausnahme der Herrschaft Lommis. Da der Kriegsverlauf zudem die Eidgenossen begünstigte, konnte König Friedrich III. seine territorialen Versprechen an Zürich ohnehin nicht einhalten.

### 1443: Kleinkrieg
Beim Wiederaufflammen der Kämpfe Ende Mai 1443 bot sich für Petermann eine veränderte militärische Lage. Sein Herrschaftsbereich war ausser zur Linthebene hin durch das Zusammengehen Zürichs mit Habsburg ziemlich exponiert. Zudem wurde Petermann sowie Abt Kaspar von St. Gallen von König Friedrich III. unter Androhung des Verlustes der Lehen und Privilegien sowie einer Geldstrafe von 200 Mark Gold dazu angehalten, wenigstens Neutralität zu wahren, wonach sich Petermann aus dem Rest des Krieges hätte heraushalten sollen. Dass dies offenbar nicht möglich war, zeigt der bereits 1443 durchgeführte missglückte Überfall des Kriegsunternehmers Hans von Rechberg auf die Stadt Wil. Nachdem die Truppen Rechbergs zurückgedrängt worden waren, unternahmen die Toggenburger und Wiler einige Streifzüge in den Thurgau und nach Elgg. Doch blieben die weiteren kriegerischen Ereignisse im Toggenburg in diesem Jahr vergleichsweise begrenzt, da sich die Kampfhandlungen wie schon 1440 primär auf die Zürcher Landschaft und Rapperswil konzentrierten.

### 1444: Kriegseintritt Appenzells
Als der Krieg am 23. April 1444 erneut ausbrach zogen Petermanns Toggenburger und Wiler, verstärkt durch appenzellische Zuzüger, wenige Stunden nach Ablauf des Waffenstillstandes vor die thurgauischen Burgen Griesenberg und Spiegelberg und plünderten nach deren Zerstörung die Umgebung. Das bislang neutrale und von beiden Seiten umworbene Appenzell erklärte offiziell am 30. April Zürich und Österreich den Krieg, was Petermann und den Eidgenossen nach Osten hin Entlastung brachte. Doch blieb Petermann ab dem 30. November 1444 als einziger Adliger im Krieg auf der eidgenössischen Seite übrig, da Heinrich von Werdenberg-Sargans und Wolfhart V. von Brandis auf die Gegenseite übertraten und die Eidgenossen ab dem 1. Dezember aus dem Sarganserland vertrieben, wodurch sich die exponierte Lage des Toggenburgs wieder verstärkte.

### 1445: Ostschweizer Front
Am 28. Januar 1445 zog eine Abteilung Zürcher und Winterthurer vor Wil, verbrannten die Dörfer der Umgebung und raubten das dortige Vieh. Beim Rückzug der Zürcher über Zuckenriet folgten ergebnislose Kampfhandlungen mit den nachsetzenden Wilern und Toggenburgern. Am 29. Januar schlossen sich 300 Toggenburger einer Abteilung von etwa 800 Bernern, Schwyzern, Glarnern, Nidwaldner und Urner an, die über Lichtensteig und Appenzell, wo sie durch Truppen dieses Ortes verstärkt wurden und die Truppenanzahl sich auf angeblich 4000 Mann erhöhte, über Altstätten und Montlingen über den Rhein vorrückten und nach dem Gefecht bei Koblach zwischen dem 30. Januar und dem 5. Februar 1445 beide Rheinufer verheerten und Sargans belagerten.
Am 20. Mai erfolgte ein erneuter gegnerischer Angriff auf Wil, wobei sich die Angreifer noch vor der Eintreffen des eidgenössischen Entsatzes wieder zurückzogen. Dennoch fügten die von Petermann befehligten Truppen den Angreifern beträchtlichen Schaden zu.
Erneute Kampfhandlungen erfolgten am 11. Juni 1445, als ein Aufgebot aus Winterthur unter dem Kommando des habsburgischen Hauptmanns Werner von Schienen einen Plünderungszug ins untere Toggenburg unternahm. Beim Aufbruch erschienen jedoch deutlich weniger als die aufgebotenen 300 bis 400 Kriegsknechte. In Aadorf trafen sie auf Verstärkung aus Frauenfeld unter Hauptmann Heiri Egger, die einen vermeintlich landeskundigen Mann mitbrachten, der aber einen schlechten Weg wählte. Zudem unternahmen die Kriegsknechte entgegen den Befehlen einen Plünderungszug über Sirnach gegen Dietschwil bei Kirchberg, wodurch sie nach Überwindung der dortigen Letzi in einen Hinterhalt von Petermanns Truppen gerieten. Die Winterthurer sollen 50–80 Mann und ihr Banner sowie eine beträchtliche Menge an Beutegut bei diesem Gefecht bei Kirchberg verloren haben. Am selben Tag erfolgte ein Angriff der österreichischen Seite vom Rheintal aus, der in der Schlacht bei Wolfhalden von den Appenzellern abgewehrt wurde.
Am 24. August 1445 unternahm Graf Wilhelm von Werdenberg-Sargans, Befehlshaber von Walenstadt, von Sargans aus einen Viehraubzug ins obere Toggenburg, welches zuvor durch den Ausbau der Passwege zugänglich gemacht wurde. Dies führte durch die herbeigeeilten Anwohner zu einem weiteren Gefecht im Obertoggenburg, bei dem 18 Toggenburger und 11 Österreicher ihr Leben liessen. Eine kleine Gruppe von Toggenburgern führten bald darauf einen Vergeltungsraubzug auf österreichisches Gebiet durch.
Im September 1445 folgte ein grösserer Plünderungszug von Seite der Eidgenossen von Pfäffikon aus tief in den Thurgau hinein, bei dem sich 300 Toggenburger mit der Besatzung von Wil anschlossen. Nach dem für die Eidgenossen siegreichen Gefecht bei Wigoltingen kehrten diese beutebeladen nach Wil zurück.
Die linksseitigen österreichischen Gebiete gelangten im Dezember 1445 an Appenzell, das sie 45 Jahre lang als Vogtei Rheintal verwaltete. 1490 übernahmen Zürich, Glarus, Schwyz und Luzern aufgrund der Ereignisse im St. Gallerkrieg unter Ausschluss von Appenzell das Gebiet, doch bezogen sie bereits im Jahr darauf Uri, Unterwalden und Zug in die neu geschaffene vierörtige Gemeine Herrschaft ein. Die Appenzeller wurden 1500 auch in die Herrschaft einbezogen. 1712 als Folge des Zweiten Villmergerkriegs auch der Stadtstaat Bern.

### 1446: Kriegsende
Im Februar 1446 wurden die Toggenburger und Wiler von den Eidgenossen um Zuzug für beim Feldzug gegen das Sarganserland gemahnt. Sie hätten einen Überfall gegen Gams und Werdenberg her durchführen und sich danach den Eidgenossen anschliessen sollen. Dieser Feldzug wurde jedoch nicht durchgeführt und die Toggenburger blieben daher den Scharmützeln, die am 6. März in der Schlacht bei Ragaz gipfelten, aus unbekannten Gründen fern.
Am 23. Mai folgte ein gegnerisches Unternehmen gegen das untere Toggenburg, welches den Markt von Lichtensteig hätten schädigen sollen, doch wurde dieser nur halbherzig durchgeführt und endete bereits in Rickenbach. Zwei Tage später, am 25. Mai wurde noch ein Viehraub in der Gegend von Kirchberg durchgeführt.
Am 12. Juni 1446 trat schliesslich ein Waffenstillstand in Kraft, durch welchen weitere Kampfhandlungen unterlassen wurden und den Alten Zürichkrieg de facto beendete, obschon die Friedensverhandlungen noch weitere 4 Jahre andauerten.

## Späteres Leben
Petermann, der die Grafschaft Toggenburg insgesamt 32 Jahre lang regierte, wird in den alten Quellen als milder und beliebter Herrscher beschrieben, der die bestätigten Rechte und Privilegien der Landleute stets sorgsam achtete. Umgekehrt bestand er aber auf seinen eigenen herrschaftlichen Rechten, wie etwa der althergebrachten landesweiten Jagd- und Fischereirechten, die primär nur der Obrigkeit vorbehalten waren.
Da die Grafschaft nicht so viel abwarf, um seinem standesgemässen Lebensstil und der Tilgung der alten geerbten Schulden aus dem Raronkrieg Rechnung zu tragen, sah er sich während der 1450er und -60er Jahre immer wieder zu Teilverkäufen von Rechten und Verpfändungen genötigt. Dessen ungeachtet schaffte er es dennoch immer noch, andere Besitzungen und Rechte in dieser Zeit käuflich zu erwerben.
Im Herbst 1460 kam es im Zusammenhang mit der Eroberung des Thurgaus durch die sieben eidgenössischen Orte Zürich, Luzern, Uri, Schwyz, Unterwalden, Zug und Glarus zu einer sechswöchigen Belagerung der Stadt Winterthur, an der durch Bündnisse verpflichtete Petermann teilnahm. Obschon die Stadt der Belagerung standhielt, konnte nicht verhindert werden, dass das vollständig von der Eidgenossenschaft umschlossene Winterthur zunehmend unter eidgenössischen Druck geriet und infolge der notorischen Geldnot der Habsburger 1467 von Herzog Sigmund für 10'000 Gulden endgültig an die Stadt Zürich verpfändet wurde, wobei ihre herkömmlichen Rechte und Freiheiten gewahrt werden sollten.
1463 erschien Petermann persönlich in Bern – mit dieser Stadt war er ja bereits seit dem Raronkrieg verburgrechtet – um Schultheiss und Rat von Bern um die Schlichtung eines Streits der Talleute des oberen Toggenburgs mit Schwyz und Glarus bezüglich Bestimmungen des Landrechts von 1436 zu ersuchen, mit welchen letztere nicht einverstanden waren. Die Berner entschieden zugunsten von Schwyz und Glarus, jedoch mit der Auflage, dass die Verbindung nicht weiter gehen dürfe als in der ursprünglichen Form.
1464 spielte Petermann im sogenannten Asperlinhandel (1460–1482) eine Rolle. Seit 1460 schwelte dieser Streit zwischen Petermanns Schwager Rudolf Asperlin von Raron zu Bex (* um 1410; † um 1478) und dem Sittener Bischof Walter Supersaxo, der sich um das Erbe der Raron’schen Hausgüter im Wallis – insbesondere des Vizedominats Anniviers – drehte. Asperlin, der mit Petermanns jüngster Schwester Francisquina verheiratet war, wurde durch die Heirat zwar Miterbe, aber auch Mitschuldner des Hauses Raron.
1463 sah sich Asperlin in seiner bedrängten Lage genötigt, bei Herzog Ludwig von Savoyen in Bex Schutz zu suchen. Im Oktober 1464 erfolgte ein Überfall Berns auf Asperlins Haus, für welchen Petermann zwecks Schuldenverminderung des Hauses Raron der Stadt freie Hand liess. 1467 verstarb Petermanns Bruder Hildebrand, der lediglich eine Tochter namens Agnes hinterliess, so dass die Familiengüter der Raron letztmals unter Petermanns Hand vereinigt war. Durch den für die Nachkommen des inzwischen verstorbenen Asperlin ungünstigen Entscheid des Walliser Landrats am 2. Februar 1482 waren diese gezwungen, das Wallis zu verlassen, worauf die Walliser Rechte und Besitztümer der Familie Raron an das Fürstbistum Sitten übergingen.
Im Sommer 1468 wurde Petermann von Schwyz und Glarus zur Teilnahme am Waldshuterkrieg eingeladen. In dem vom Abt von St. Gallen gestellten Kontingent von 100 Mann zur Entlastung von Schaffhausen waren auch einige Toggenburger dabei.
Ende 1468 veräusserte Petermann die Grafschaft Toggenburg nach dreijährigen Unterhandlungen für 14'500 Gulden an den Abt von St. Gallen, Ulrich Rösch, wodurch diese bis 1798 unter der Herrschaft der Fürstabtei St. Gallen verblieb. Von dieser Summe gingen 5708 Gulden an Petermanns Gläubiger, den Rest liess er sich als Leibrente versichern.
1469 trat er die Herrschaft Uznach für insgesamt 3550 Rheinische Gulden endgültig an Schwyz und Glarus ab, die diese bis 1798 als zweiörtige Gemeine Herrschaft verwalteten. (Verbriefung des Landrechts am 5. August 1450, sowie endgültig im Mai 1498).
Nach dem Verkauf all seiner Besitztümer verblieb Petermann im Toggenburg und lebte zu seinem Tod teils in Wil, teils auf Lütisburg.
1479 starb Petermann als letzter seines Geschlechts etwa 74-jährig im Toggenburg und wurde im Kloster Rüti bestattet.

## Genealogie

### Vorfahren
|  |                                                              |  |  |  |  |  |  |  |  |  |  |  |  |
|  | Rudolf von Raron (* vor 1299; † zw. 1359 und 1363)           |  |  |  |  |  |  |  |  |  |  |  |  |
|  |                                                              |  |  |  |  |  |  |  |  |  |  |  |  |
|  |                                                              |  |  |  |  |  |  |  |  |  |  |  |  |
|  | Peter von Raron (* um 1325; † 1412)                          |  |  |  |  |  |  |  |  |  |  |  |  |
|  |                                                              |  |  |  |  |  |  |  |  |  |  |  |  |
|  |                                                              |  |  |  |  |  |  |  |  |  |  |  |  |
|  | unbekannt                                                    |  |  |  |  |  |  |  |  |  |  |  |  |
|  |                                                              |  |  |  |  |  |  |  |  |  |  |  |  |
|  |                                                              |  |  |  |  |  |  |  |  |  |  |  |  |
|  | Witschard von Raron (* um 1360; † um 1425)                   |  |  |  |  |  |  |  |  |  |  |  |  |
|  |                                                              |  |  |  |  |  |  |  |  |  |  |  |  |
|  |                                                              |  |  |  |  |  |  |  |  |  |  |  |  |
|  | unbekannt                                                    |  |  |  |  |  |  |  |  |  |  |  |  |
|  |                                                              |  |  |  |  |  |  |  |  |  |  |  |  |
|  |                                                              |  |  |  |  |  |  |  |  |  |  |  |  |
|  | Alesia Albi von Granges († vor 1380)                         |  |  |  |  |  |  |  |  |  |  |  |  |
|  |                                                              |  |  |  |  |  |  |  |  |  |  |  |  |
|  |                                                              |  |  |  |  |  |  |  |  |  |  |  |  |
|  | unbekannt                                                    |  |  |  |  |  |  |  |  |  |  |  |  |
|  |                                                              |  |  |  |  |  |  |  |  |  |  |  |  |
|  |                                                              |  |  |  |  |  |  |  |  |  |  |  |  |
|  | Petermann von Raron (* um 1405; † 1479)                      |  |  |  |  |  |  |  |  |  |  |  |  |
|  |                                                              |  |  |  |  |  |  |  |  |  |  |  |  |
|  |                                                              |  |  |  |  |  |  |  |  |  |  |  |  |
|  | Donat I. von Rhäzüns (* um 1326; † nach 1345)                |  |  |  |  |  |  |  |  |  |  |  |  |
|  |                                                              |  |  |  |  |  |  |  |  |  |  |  |  |
|  |                                                              |  |  |  |  |  |  |  |  |  |  |  |  |
|  | Ulrich II. Brun von Rhäzüns (* 1367; † 1412)                 |  |  |  |  |  |  |  |  |  |  |  |  |
|  |                                                              |  |  |  |  |  |  |  |  |  |  |  |  |
|  |                                                              |  |  |  |  |  |  |  |  |  |  |  |  |
|  | Margareta von Orello (* um 1330; † um 1380)                  |  |  |  |  |  |  |  |  |  |  |  |  |
|  |                                                              |  |  |  |  |  |  |  |  |  |  |  |  |
|  |                                                              |  |  |  |  |  |  |  |  |  |  |  |  |
|  | Margaretha von Rhäzüns (* um 1374; † nach 1439)              |  |  |  |  |  |  |  |  |  |  |  |  |
|  |                                                              |  |  |  |  |  |  |  |  |  |  |  |  |
|  |                                                              |  |  |  |  |  |  |  |  |  |  |  |  |
|  | Albrecht II. von Werdenberg-Heiligenberg (* um 1330; † 1373) |  |  |  |  |  |  |  |  |  |  |  |  |
|  |                                                              |  |  |  |  |  |  |  |  |  |  |  |  |
|  |                                                              |  |  |  |  |  |  |  |  |  |  |  |  |
|  | Elisabeth von Werdenberg-Heiligenberg (* um 1350; † 1419)    |  |  |  |  |  |  |  |  |  |  |  |  |
|  |                                                              |  |  |  |  |  |  |  |  |  |  |  |  |
|  |                                                              |  |  |  |  |  |  |  |  |  |  |  |  |
|  | Agnes von Hohenzollern-Nürnberg (* um 1330; † 1364)          |  |  |  |  |  |  |  |  |  |  |  |  |
|  |                                                              |  |  |  |  |  |  |  |  |  |  |  |  |
|  |                                                              |  |  |  |  |  |  |  |  |  |  |  |  |